# Велика депресија (представа)
Велика депресија је позоришна представа коју је режирао Марко Челебић на основу текста Филипа Грујића. Премијерно је приказана 9. децембра 2021. у позоришту СНП.

## Радња
Лажни доктор Вилијам Бејли прави свој напитак од радиоактивног елемента радитхира. Његов продукт конзумира син богатог њујоршког индустријалца, плејбој Ебен Бајерс. Након што проба радихтир, Бајерс умире, којим поводом Њујорк тајмс објављује чланак Све је било у реду док му вилица није отпала, на основу чега настаје драма и радња представе.

## Улоге
| Лица        | Глумци             |
| ----------- | ------------------ |
| Ебен Бајерс | Бранислав Јерковић |
|             | Тијана Марковић    |
|             | Аљоша Ђидић        |
|             | Предраг Момчиловић |
|             | Страхиња Бојовић   |
|             | Милена Мијатовић   |
|             | Сара Симовић       |
|             | Уна Беић           |
|             | Милена Даутовић    |
|             | Ема Милосављевић   |